# Мосендз, Луиза Александровна
Луиза Александровна Мосендз (род. 12 сентября 1960, Киев, СССР) — советская, российская актриса театра и кино.

## Биография
Родилась 12 сентября 1960 года в Киеве (Украинская ССР).
В 1981 году окончила Высшее театральное училище имени М. С. Щепкина (курс В. Б. Монахова). С 1981 по 1984 — актриса Центрального академического театра Советской армии (ЦАТСА).
В кино актриса дебютировала в 1982 году в комедии Леонида Гайдая «Спортлото-82». Вместе с Бориславом Брондуковым они создали комедийный дуэт (всё забывающий директор турбазы и его всезнающая секретарша Алла Дмитриевна).
С 1984 года работает в театре Сатиры.
Снималась Луиза Мосендз в кино редко, работала в основном в театре. Тем не менее в народной памяти остались её Лиза из телеспектакля «Сирано де Бержерак» и Лола из криминальной драмы «Катала».
В 2001 году она сыграла роль жестокой уголовницы Матильды в телесериале «Клетка». Затем Луиза Мосендз появилась в образе журналистки в сериале «Ледниковый период», а в 2005 году сыграла одну из главных ролей — оперативницу Колесникову в сериале «Зона». За эту роль Луиза была номинирована за лучшую женскую роль на международном кинофестивале в Монако в 2005 году.
Одна из работ — роль примадонны оперетты Анастасии Андреевны Воздвиженской в российском военном сериале Александра Буравского «Ленинград. Город живых».
Также сыграла роль Хелен в многосерийном телевизионном фильме «История лётчика», который прошёл в декабре 2009 года на втором канале российского телевидения.

## Роли в театре
- «Горе от ума» — Софья
- «Трёхгрошовая опера» — Дженни
- «Вишнёвый сад» — Варя
- «Орнифль» — мадемуазель Сюпо
- «Вышел ангел из тумана» — Вера

## Фильмография
- 1982 — Спортлото-82 — Алла Дмитриевна, секретарша директора турбазы (озвучивание — Лариса Удовиченко)
- 1983 — Живая память (документальный)
- 1983 — Сирано де Бержерак (телеспектакль) — Лиза
- 1984 — Прежде, чем расстаться — Ирина, корреспондентка
- 1985 — Непрофессионалы — Марина
- 1987 — Сильнее всех иных велений — Тучкова
- 1989 — Катала — Лола
- 1989 — СЭР (Свобода — это рай)
- 1995 — Священный груз (Sacred cargo, США)
- 2001 — Клетка — Матильда
- 2002 — Каменская-2 (Украденный сон) — Дахно
- 2002 — Ледниковый период — Журналистка
- 2006 — Зона. Тюремный роман — Светлана Адольфовна Колесникова, старший следователь областной прокуратуры / с 21-й серии — начальник оперативной части следственного изолятора № 50/21 УИН Министерства юстиции РФ; младший советник юстиции / с 21-й серии — майор внутренней службы
- 2006 — Счастье по рецепту
- 2007 — Взрослая жизнь девчонки Полины Субботиной — мать Антона
- 2007 — Ленинград (телесериал) — Анастасия Андреевна Воздвиженская, примадонна оперетты, театра музыкальной комедии
- 2009 — Братья Карамазовы — дама на хорах
- 2009 — История лётчика — Хелен
- 2010 — Классные мужики
- 2012 — Мосгаз — Зинаида Кац, криминалист
- 2014 — Палач — Зинаида Кац, криминалист
- 2015 — Паук — Зинаида Кац, эксперт-криминалист
- 2016 — Шакал — Зинаида Кац, эксперт-криминалист
- 2018 — Жёлтый глаз тигра — Людмила Григорьевна Берлинская
- 2018 — Операция «Сатана» — Зинаида Кац, эксперт-криминалист
- 2019 — Формула мести — Зинаида Кац, эксперт-криминалист
- 2020 — Катран — Зинаида Кац, эксперт-криминалист
- 2021 — Западня — Зинаида Кац, эксперт-криминалист
- 2023 — Последнее дело Черкасова — Зинаида Кац, судмедэксперт
- 2024 — Метроном — Зинаида Кац, судмедэксперт
- 2025 — Розыгрыш — Зинаида Кац, судмедэксперт